# کسلتون (مریلند)
کسلتون، مریلند (به انگلیسی: Castleton, Maryland) یک محدوده ثبت‌نشده در ایالات متحده آمریکا است که در شهرستان هارفورد، ایالت مریلند است.